# Sztrahora vára
Sztrahora vára  valószínűleg az 1260-as években épült a Kacsics nemzetségbeli Illés család részére.

## Fekvése
Hollókő és Nógrádsipek között található a 435 m magas Pusztavár-hegyen.

## Története
A várat a Kacsics nemzetségből származó Illés család építtette még a 12. század közepe körül, és a 14. század elején még Illés Mihály tulajdonaként említették. 1310 körül az Illés család a Károly Róbert magyar király ellen lázadó Csák Máté rendelkezésére bocsátotta a várat másik három várukkal: Baglyaskővel, Somoskővel és Hollókővel együtt. A család tagjai a rozgonyi csatában is Csák Máté oldalán harcoltak. A Károly Róbert király ezért 1320 körül elkobozta váraikat és birtokaikat; köztük Sztrahora várát is. Később a király ezen elkobzott birtokokat hűbéresének, Szécsényi Tamásnak adományozta. 1327-ben, amikor Szécsényi Tamást a  beiktatták birtokba, a várat már csak mint "egykori" várt említették. A megüresedett és rövidesen romokban álló várat, valamint a hozzá tartozó területeket a Hollókői birtokhoz csatolták.

## A vár leírása
A várat három oldalról meredek hegyoldal övezi. Déli, könnyebben megközelíthető oldalán még jól látható a várat védő száraz várárok maradványa. A vár falaiból a föld felett kevés maradt meg, de az ásatások során felszínre került a lakóépület egy faltöredéke. 